# SV Otava
SV Otava, odnosno "nogometni klub Otava" je nogometni klub iz Austrije, iz Otave.
Klub je oko kojeg se okupljaju gradišćanski Hrvati, hrvatska manjina u Austriji.

## Klupski uspjesi
- gradišćanskohrvatski nogometni kup: finalisti 2013.
- gradišćansko prvenstvo u malom nogometu: